# 滕贞甫
滕贞甫（1963年11月—），笔名老藤，男，汉族，山东即墨人，中国作家，现任辽宁省作家协会党组书记、主席，中国作家协会主席团委员。